# Arno Henze
Arno Henze (* 15. Juni 1936 in Liebenrode (Thüringen); † 9. November 2019) war ein deutscher Hochschullehrer für  Agrarmarktanalyse am Institut für Agrarpolitik und landwirtschaftliche Marktlehre der Universität Hohenheim.

## Leben und Wirken
Nach Schule, Ausbildung zum Staatlich geprüften Landwirt und Abitur 1964 studierte er an der Universität Göttingen mit Abschluss Diplomlandwirt 1968. Er wurde Wissenschaftlicher Assistent und promovierte zum Dr. rer. pol. 1972 an der gleichen Universität. Nach Forschungsvorhaben der Deutschen Forschungsgemeinschaft wurde er 1974 an die Universität Hohenheim auf den Lehrstuhl Agrarmaktanalyse berufen. Er arbeitete eng mit Ewald Böckenhoff und Roderich Plate zusammen. 
Während seiner Hohenheimer Zeit war er (mehrmals) Institutsdirektor, 1989–1991 Dekan der Fakultät Agrarwissenschaften und Vorsitzender des Fakultätentages für Agrarwissenschaften und Ökotrophologie in Deutschland. Darüber hinaus war er in der Gesellschaft für Wirtschafts- und Sozialwissenschaften des Landbaus und im Deutschen Hochschulverband engagiert. 2002 ging Henze in den Ruhestand.

## Hauptforschungs- und Lehrgebiete
- Analyse der Agrarmärkte; Analyse des Fortschritts in der Landwirtschaft; Analyse agrarmarkt- und umweltpolitischer Maßnahmen
- Lehre zur Markttheorie und Methoden der Marktforschung; Faktormärkte; Nutzen- und Kostenanalyse agrarmarkt- und umweltpolitischer Maßnahmen

## Publikationen (Auswahl)
- Zur Sicherstellung der Nahrungsmittelversorgung in der Bundesrepublik Deutschland. In: Agrarwirtschaft, 1980. 333–339
- Die Produktionsmittel der Landwirtschaft. Stuttgart 1987
- Marktforschung. Grundlagen für Marketing und Marktpolitik. Stuttgart 1994
- Gewerblicher Rechtsschutz und dessen Bedeutung für den Fortschritt und die Wettbewerbsfähigkeit der Landwirtschaft. In: Hagedorn, K.: Institutioneller Wandel und Politische Ökonomie von Landwirtschaft und Agrarpolitik. Frankfurt 1996, 263–307
- Die Produktionsmittel der landwirtschaftlichen Primärproduktion. Bergen/Dumme 2002